# Gaius Valerius Catullus
Gaius Valerius Catullus (84 př. n. l. Předalpská Galie – 54 př. n. l. Řím) byl římským lyrikem období pozdní republiky. Jeho tvorba byla spjata s hnutím nové básnické generace, tzv. neóteriků. Catullus je jediným členem této tvůrčí skupiny, jehož dílo se nám zachovalo v rozsáhlejší podobě. Jeho poezie se setkala s obrovskou odezvou a stala se vzorem a inspirací dalším generacím básníků.

## Život
Catullův životopis můžeme skládat pouze z kusých informací, neboť o jeho skutečném životě s jistotou mnohé nevíme. Pocházel z provincie Předalpské Galie, z dobře situované veronské rodiny s kontakty v nejvyšších kruzích. Římský životopisec Suetonius se zmiňuje, že v rodinné vile ve městě Sirmione u jezera Lago di Garda byl častým hostem sám Gaius Julius Caesar, se kterým Catullův otec, jenž byl magistrátem, udržoval vztahy pohostinného přátelství. Přesné datum Catullova narození a úmrtí není zcela jisté. Podle Suetonia se měl narodit roku 87 př. n. l. ve Veroně a zemřít třicetiletý v roce 57 př. n. l. v Římě. Nicméně sám básník se ve svém díle zmiňuje o událostech roku 55 př. n. l. (druhý konzulát Pompeia, Caesarova výprava do Británie) a lze tedy soudit, že musel zemřít později, než se Suetonius domníval. Ovidius se zmiňuje, že Catullus zemřel v mladém věku. Dnes je všeobecně přijímáno, že se básník narodil roku 84 př. n. l. a zemřel mladý roku 54. př. n. l.
O Catullově dětství a dospívání nemáme žádné informace a nevíme ani, kdy přesně rodnou Veronu opustil. Již v roce 62 př. n. l. jej však nacházíme mezi římskou intelektuální elitou. Stýkal se s významnými osobnostmi své doby a právě sblížení s tzv. mladými literáty, mezi něž patřil C. Helvius Cinna, C. Licinius Calvus, M. Furius Bibaculus aj., vedlo ke zformování tzv. moderny – neóteriků. I když se Řím stal Catullovým domovem a prožil v něm část svého života, v básních lze vidět silný vztah k původní domovině. Vlastnil také vilu na hranici Tiburu a Sabinska, asi 30 km od Říma. Vůči veřejnému římskému životu byl zdrženlivý a politiky se aktivně neúčastnil. Místo toho si vlivné současníky dobíral ve svých verších. Nelítostnými invektivami stíhal samotného Caesara, jeho chráněnce Mammuru nebo třeba Gnaea Pompeia. Ovšem víme, že Caesarovi se Catullus později omluvil. Proč dal přednost poezii před obvyklou úřední kariérou také nevíme, ale je možné, že tím, kdo ho inspiroval k básnické dráze byl jeho krajan, gramatik a básník Valerius Cato, pravděpodobně mluvčí neóteriků. V Římě se měl také seznámit s ženou, kterou ve svém díle nazývá Lesbie a jež je hlavním inspiračním zdrojem série básní, se kterými je básníkovo jméno nejčastěji spojováno.
Roku 57 př. n. l. odešel spolu s básníkem Cinnou jako člen družiny přítele proprétora C. Memmnia do Bithýnie, provincie v Malé Asii. Na zpáteční cestě roku 56 př. n. l. navštívil v Troádě hrob svého zesnulého bratra. Několik málo let po návratu do Říma pravděpodobně zemřel. Chronologie, identifikace osob a další biografické detaily v Catullově díle jsou často pouze domněnkami a proto nelze jeho vlastní dílo chápat jako věrnou autobiografii.

## Dílo
Po pádu Římské říše se Catullovo dílo ztratilo a ve středověku byl proto autor téměř zapomenut. Jeho spis byl znovuobjeven až ve 13. století ve Veroně, ale v následujícím století byl opět ztracen. V současnosti existují pouze opisy ze 14. století. Nevíme, kolik básní Catullus napsal, ale dnes máme k dispozici sbírku s titulem Carmina (Písně) čítající 116 básní, přibližně 2300 veršů. Kompozice je rozdělena na tři oddíly a to podle metrického principu. Proto není příliš pravděpodobné, že by byl původcem tohoto uspořádání sám autor. K dnešnímu členění došlo nejspíš až po Catullově smrti. Svůj počin, který básník sám nazývá drobnostmi, věnoval příteli a krajanovi Corneliu Nepotovi.
První oddíl (básně č. 1-60): tato pasáž obsahuje drobnou lyriku, krátké, polymetrické skladby, které jsou známé jako nugae (drobnosti). Nejčastěji jsou složené ve Falaikově hendekasyllabu a v tzv. choliambu, ale objevuje se například také sapfická strofa, kterou Catullus do římské poezie převedl z řecké lyriky. Zde je nejzřetelněji patrné v jakém duchu se nesla neóterická tvorba. Vidíme obrat pozornosti k pocitům jedince zaujatého vlastním nitrem, k poezii schopné přijímat a vyjadřovat drobné příhody ze soukromého, každodenního života. Do této části spadají písně pro Lesbii a tedy také nejznámější báseň č. 51, která je překladem skladby č. 31 básnířky Sapfó. V rámci sbírky však tyto básně netvoří uzavřený cyklus, ale jsou rozptýleny mezi ostatní skladby. Tato „Catullova poezie může budit dojem spontánní výpovědi, přesto iluze citové hloubky je často spíše výsledkem rafinované hry s literárními obrazy a konvencemi než autentickým projevem básníkova nitra“. Jedná se o propracované básnické konstrukce a motivy, které jsou převzaty z hellénistické poezie.
Druhý oddíl (básně č. 61-68): tento oddíl prezentují rozsáhlejší, učené básně, tzv. Carmina docta, kterých si měl Catullus nejvíce považovat. Setkáváme se zde s novým epickým žánrem, který neóterikové prezentovali, s tzv. epylliem. Jedná se o malý epos, který svou délkou lépe umožňuje důkladně propracovat drobné stylistické úpravy a po stránce obsahové básníkovi umožňuje uplatnit vlastní jedinečnou vzdělanost. Typickým metrem pro tyto skladby je hexametr.
Třetí oddíl (básně č. 69-116): do této části spadají epigramy psané v elegickém distichu. Zde Catullus kárá nedostatky a poklesky svých současníků. Pro zostuzení svých objektů často používá velmi nevybíravý jazyk.
| „                                   | To je čest počestných vdaných žen, Aufileno, žít se svým manželem šťastně jak v selance, líp je však pelešit se s každým vagabundem, než svému strýčkovi rodit své bratrance. | “ |
| — Báseň č. 111, přeložil Jiří Žáček | |   |